# Zambuco
Os zambucos, sambucos ou dhows são pequenos barcos a vela tradicionais do oceano Indico, utilizados pelos mercadores árabes e swahilis. Inventados na Idade Média no mar Vermelho, e fabricados principalmente na Índia, no golfo Pérsico e nos maiores centros de construção naval de África Oriental, na ilha de Moçambique e no Arquipélago das Comores, os zambucos podem medir entre 8 e 30 metros, e permitem a navegação costeira, fluvial ou oceânica. Os zambucos actuais de maiores dimensões possuem motores, que lhes permitem realizar viagens oceânicas longas. Esses barcos existem em grande quantidade nos países árabes.
Os zambucos tradicionais declinam-se em duas categorias :
1. : os que têm uma popa quadrada (ou en quadrado) :
  - o bagala, que é o maior navio arabe
  - o ganja, de 70 a 200 tonéis, que se encontra entre a Arabia e a Índia
  - o sambouk do mar Vermelho, utilizado antigamente para pescar pérolas
  - o jahazi de Zanzibar e da costa oeste de Madagascar
  - o jaliboot, comum no Qatar, que se parece com uma barca grossa e serve para pescar
2. : os que têm a popa pontiaguda :
  - o bhum, que existia no golfo Pérsico antes da chegada dos Portugueses mede entre 60 e 200 tonéis
  - o zaroug, empregado sobretudo nas costas do Iemen et do Hedjaz. O seu tamanho raramente ultrapassa os 100 tonéis, e a sua velocidade torna-o o barco preferido dos piratas e dos contrabandistas

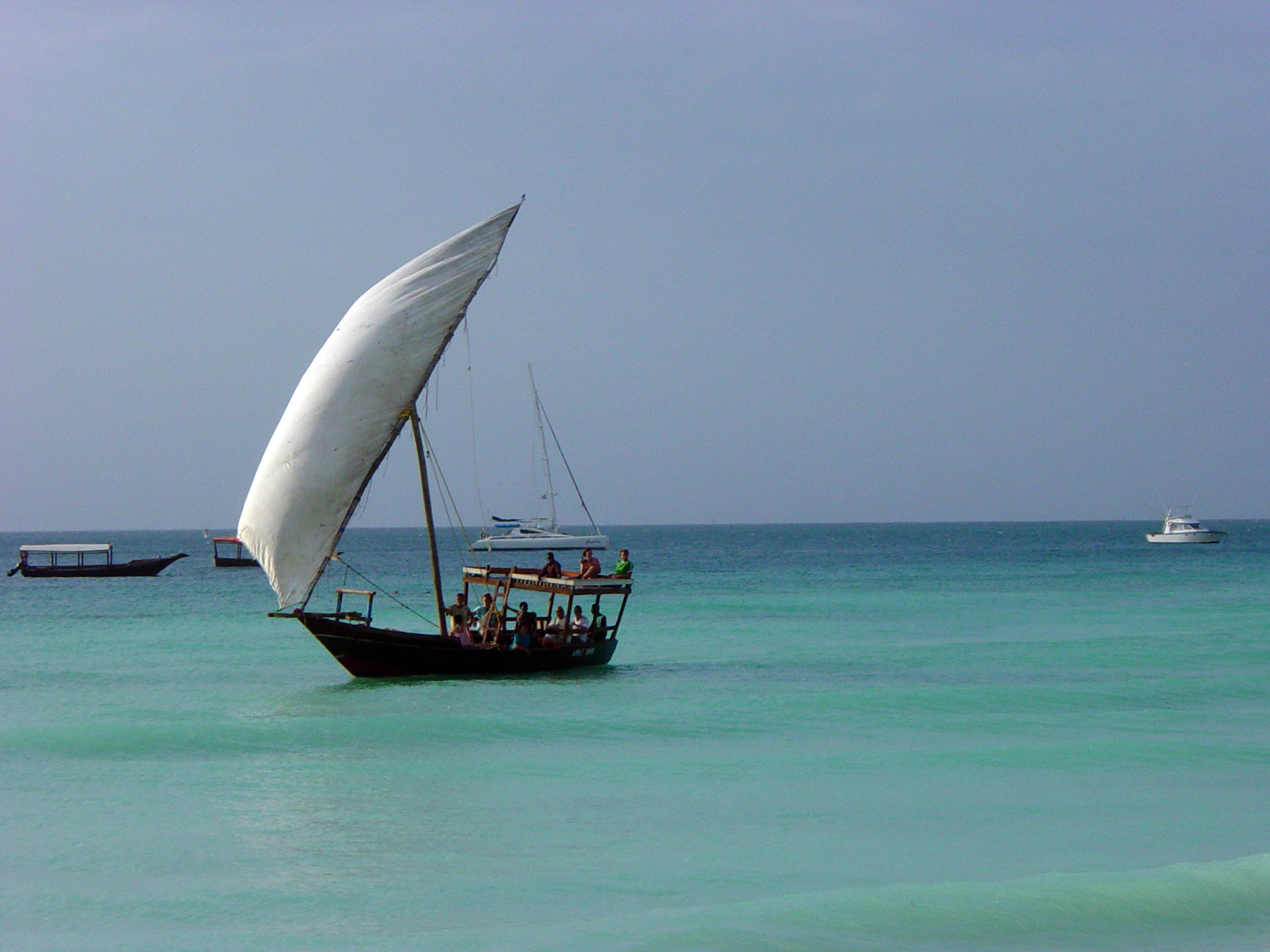
Um zambuco.

## Referenças
1. ↑  http://www.dicio.com.br/sambuco/
2. ↑  A History of Mozambique, de M. D. D. Newitt, Library of Congress, Hong-Kong, 1995, p. 6.
3. ↑  M. D. D. Newitt (1995). «History of Mozambique». Consultado em 7 de Setembro de 2014